# 中共中央国际活动指导委员会
中共中央国际活动指导委员会是1953年4月至1958年3月期间，负责指导中华人民共和国“人民外交”的中央机关。

## 历史
1949年中华人民共和国成立后，当时建交国家很少，到1954年仅有19个。通过人民外交（即民间外交）是让世界了解中国、促进和平与经贸文化发展的重要渠道，“民间先行、以民促官”，以打破西方国家对华的外交、贸易、文化封锁。1953年4月，中共中央成立了“中央国际活动指导委员会”，负责指导工会、青联、妇联、中国人民保卫世界和平委员会、中国红十字会、中国国际贸易促进委员会、体育总会、全国记协等人民团体、社会组织的外事活动。1958年3月6日，中央和国务院《关于中共中央设立外事组和国务院设立外事办公室的联合通告》，撤销中央国际活动指导委员会，其职权由另行成立的陈毅副总理任主任的国务院外事办公室（暨“中共中央外事小组”，陈毅任组长）接管。

## 领导人
- 主任：王稼祥
- 副主任：廖承志、刘宁一[4] 赵毅敏[5][6]
- 秘书长：张铁生
- 副秘书长：陈忠经 王力 区棠亮
- 委员：阳翰笙[7] 章汉夫 李颉伯 等等
- 办公室主任：丁雪松[8]

## 地方各级国际活动指导委员会
在此期间，各省、市也设立了各自的“国际活动指导委员会”，起到地方各级外事办的作用。例如：
- 广州市国际活动指导委员会：1955年2月7日成立。1955年8月改称“中共广东省委国际活动指导委员会”（简称“指委会”），撤销“广州市外宾招待委员会”，实际上省、市的外事工作合一处理。由18名委员组成：书记为朱光。 1958年4月22日，指委会改为广东省人民委员会外事办公室，并保留外事处名义。[9]
- 北京市国际活动指导委员会：主任柴泽民。[10]
- 上海市国际活动指导委员会：1955年4月，华东和上海外宾招待委员会改组为中共上海市委国际活动指导委员会。除继续从事对少量重要外宾的接待工作外，成为上海监督指导各接待外宾单位和对外开放参观单位，贯彻国家有关接待工作和对外交往的方针政策的机构。1958年7月，在原中共上海市委国际活动指导委员会的基础上成立中共上海市委外事小组和上海市人民委员会外事办公室，统管上海的外事工作。[11]
- 天津市国际活动指导委员会：主任黄火青。
- 山东省国际活动指导委员会：1954年9月25日， 山东省暨济南市国际活动指导委员会成立。夏征农任书记，主要负责接待来济南的外国团组，对驻济外国专家的管理以及出国团组的组织工作。1959年6月25日，改组为山东省人民委员会外事办公室。[12]